# 保健同人社
株式会社保健同人フロンティア（ほけんどうじんふろんてぃあ）は、日本の企業。三井物産の子会社。
一般家庭向け医学書『家庭の医学』（通称「赤本」）の刊行など、祖業である出版事業のほか、一般向け健康相談サービス、医療・健康情報コンテンツサービス、産業精神保健サポートを中心とした従業員支援プログラム（EAP）事業、健康教育に特化した企業内教育の代行サービスなどを行っている。
日本初の人間ドックの開発・運営を行った企業である。

## 事業所
- 本社
- 関西支局
- 名古屋支局

## 主な出版物

### 雑誌
- 暮しと健康 - 月刊誌

### 書籍
- 家庭の医学
- これ効き!シリーズ
- 専門のお医者さんが語るQ&Aシリーズ
- やさしい食事療法シリーズ
- 美味しい・ヘルシー・クッキングシリーズ
- 生活習慣改善支援シリーズマニュアル
- 「●●（病名）と言われたら…」シリーズ
- ちゃんと食えば、幸せになる 水木しげる三兄弟の日々是元気

等

### 機関誌
- 笑顔
- けんぽニュース

### パンフレット
- 危ない! 熱中症
- 海外生活健康ガイド
- なりたい自分BOOK Lite
- がん検診を受けよう
- こころのSOSに気づいたら
- かぜ・インフルエンザを防ぐ生活
- 健康手帳

等

## 主なWebサービス
- ケータイ家庭の医学
- などるほ みんなの健康相談
  - 会員登録なしでも可能な外部サービス（Twitter・はてなブックマーク）による投票により、相談ポイントが累積され、その日の朝9時にランキング1位になっている相談に専門相談員が無料で回答するという健康相談サイト。
- 健康・こころのオンライン

等

## 沿革
1946年、創立者の大渡順二が自身の結核闘病体験と結核の実情を考慮し、結核の療養のために指導啓発雑誌『保健同人』を創刊。同誌は当時、最新の科学的知識を広め、1952年に厚生大臣賞、1956年に保健文化賞を受賞。結核が治せる病気になってきたことと、当時「成人病」と呼ばれた生活習慣病が世間から注目されてきた変化により、『保健同人』は誌名を総合的に日々の暮らしと健康を考える『暮しと健康』と変更し、家庭向けの健康雑誌になった。
1954年には「人間ドック」と名付けた健康診断システムを国立東京第一病院などと共同で開発し、定着させた。1961年、健康診断と病気の早期発見の目的のため、財団法人保健同人事業団付属診療所を設立。
『家庭の医学』『症状から見た家庭の医学』『心の家庭医学』『薬と病気の本』などを創刊し、多くがベストセラーとなった。
1988年には、当時既にニーズの兆しがあったメンタルヘルス相談を含む電話による健康相談事業を開始。のちにCTI・CRMの導入による相談システムを開発。また、症例検討システム「トリアージュ」を開発し、専門医のバックアップ体制を相談事業に取り入れた。
健康相談事業は看護専門職と指導医による電話相談のほか、臨床心理士等によるセルフケア・ラインケアに基づくメンタルヘルス研修や、管理栄養士等が講師を担当する健康研修を実施している。
2005年、リクルートと資本提携。2009年にはリクルート保有の全株式を三井物産が取得し、出資比率を33.5％から83.6％とし子会社化した。

### 年表
- 1946年（昭和21年）
  - 1月 - 大渡順二が非営利団体として保健同人社を設立。
  - 6月 - 結核療養の指導・啓発の月刊誌『保健同人』（※のちの『暮しと健康』）創刊。大渡自身の闘病体験や結核患者の実情を踏まえた内容で、同誌は当時国民病といわれた結核の最新知識を広めた。
- 1947年（昭和22年）5月 - 結核専門の医師による「面接療養相談室」を開設（診療のオープンシステムのさきがけ）。
- 1949年（昭和24年）10月 - 隈部英雄が書いた『結核の正しい知識』が毎日文化賞を受賞。
- 1952年（昭和27年）5月 - 結核死亡半減式典で、結核予防の功労団体として、厚生大臣賞を受賞。
- 1954年（昭和29年）
  - 2月 - 国立東京第一病院（現・国立国際医療センター）で、のちの「人間ドック」の初の被験者として、画家の東山魁夷、評論家の細川隆元、記者の恒川真が試験ドックを受ける。
  - 9月 - 聖路加国際病院、昭和医科大学病院、東京女子医科大学病院の3病院に保健同人運営の健診システム開設。守屋博との共同開発。このとき正式に「人間ドック」と名付けられる。
- 1956年（昭和31年）9月 - 結核予防の功績が称えられ、第8回保健文化賞（厚生大臣賞・第一生命賞・朝日新聞構成文化事業団賞）を受賞。
- 1960年（昭和35年）5月 - 人間ドック開発に関して、日本病院協会賞を受賞。
- 1961年（昭和36年）4月 - 財団法人保健同人事業団付属診療所を立ち上げ（今のセカンドオピニオンのさきがけ）。
- 1963年（昭和38年）1月 - 「1日特急ドック」が本格スタート（今の健康診断のさきがけ）。
- 1964年（昭和39年）6月 - 月刊誌『保健同人』の誌名を『暮しと健康』に変更。結核の患者数が減り、当時、成人病（生活習慣病）が少しずつ世間に注目されるようになったため、「暮らし&健康」を総合的に考える誌名に変更した。
- 1969年（昭和44年）10月 - 『家庭の医学』（通称「新赤本」）を発刊。家庭の医学書籍の中にセルフケアの考えを入れる。
- 1970年（昭和45年） - 機関誌「笑顔」創刊。コンセプトは「ママは家庭の健康管理者」。
- 1988年（昭和63年）4月 - 電話による健康相談「笑顔でヘルシーダイヤル」を開設。
- 1989年（平成元年）
  - 4月 - 海外日本人のための電話相談「海外ヘルスサポート」を始める。
  - 10月 - 「心の相談室」を始める。面談のメンタルヘルス相談。
- 1995年（平成7年）4月 - 電話健康相談サービスが365日・24時間対応（年中無休体制の構築）。
- 1996年（平成8年）4月 - 創立50年を迎える。「訪問保健指導」を始める。「心の相談ネットワーク」全国の47都道府県で展開。
- 1997年（平成9年）6月 - 電話相談にコンピューター支援システムを導入。
- 1999年（平成11年）1月 - 『心の家庭医学』発刊。メンタルヘルスにフォーカスをあてた医学書籍。
- 2002年（平成14年）4月 - 電話相談トリアージュ開発、CTI／CRM新システム導入。
- 2005年（平成17年）
  - プライバシーマーク取得。
  - 4月 - 心の相談ネットワークの運営を財団から株式会社保健同人社に変更する。復職支援プログラムを開始。
  - 5月 - iモード、EZweb、Yahoo!ケータイ等携帯電話（フィーチャーフォン）向け「ケータイ家庭の医学」の配信を開始。
- 2006年（平成18年）6月 - 代表取締役社長に、株式会社リクルートから和田登が就任。創立60年を迎える。
- 2007年（平成19年）4月 - EAPサービス、特定保健指導試行サービスを開始。
- 2008年（平成20年）6月 - 代表取締役社長に、株式会社リクルートから岩下順二郎が就任。
- 2009年（平成21年）
  - 6月 - 代表取締役社長に三井物産株式会社より吉田行雄が就任。
  - 8月 - 厚生労働省の新型インフルエンザの水際対策へ協力。厚生労働大臣より感謝状授与される。
- 2010年（平成22年）7月 - iPhone（スマートフォン）アプリ版「家庭の医学」「症状チェック」「応急手当」を提供開始。
- 2011年（平成23年）
  - 1月 - 健康・メンタル等の無料相談投稿サイト「などるほ」を開設。
  - 4月 - 健康・こころのオンラインを大幅に変更する。
  - 11月 - Android（スマートフォン）アプリで「ケータイ家庭の医学SP」を提供開始。
- 2012年（平成24年）
  - 2月 - 株式会社ヒューマネージとメンタルヘルス支援分野で業務提携。EAPサービス「TEAMS」を始める。
  - 4月 - 『笑顔』電子版の「笑顔online」を配信開始。
  - 6月 - 代表取締役社長に三井物産から清水純が就任。
- 2022年（令和4年）
  - 3月9日 - 「健康経営優良法人2022（ホワイト500）大規模法人部門」に認定される[4][5]。
  - 10月1日 - ヒューマン・フロンティア株式会社と合併し、株式会社保健同人フロンティアに社名を変更する[6][7]。